# Stàroie Khmelévoie
Stàroie Khmelévoie (en rus: Старое Хмелевое) és un poble de l'óblast de Tambov, a Rússia, segons el cens del 2010 tenia 914 habitants.